# Spouwmuur

Verticale doorsnede van een spouwmuur: 1=buitenblad, 2=luchtspouw, 3=isolatiemateriaal, 4=binnenblad
Andere delen: 5=verdiepingsvloer, 6=begane grondvloer, 7=funderingsbalk, 8=bodemafsluiting, 9=maaiveld

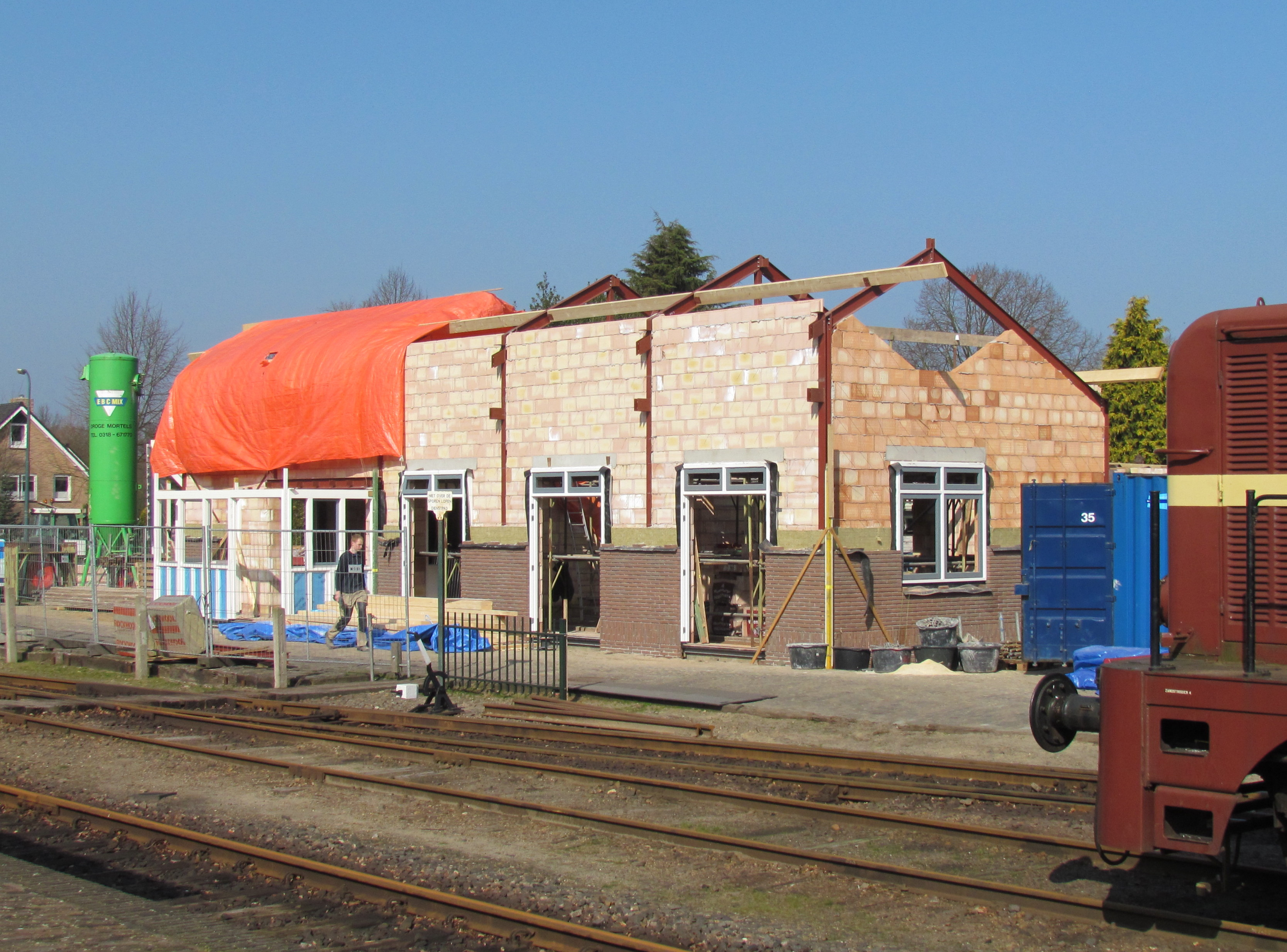
Gebouw in aanbouw met gevels bestaande uit spouwmuren. Het binnenblad bestaat uit lichtgekleurd metselwerk. Daarop wordt isolatie aangebracht. Het buitenblad is tot ongeveer 1 meter boven de grond gevorderd in donkergekleurd metselwerk.

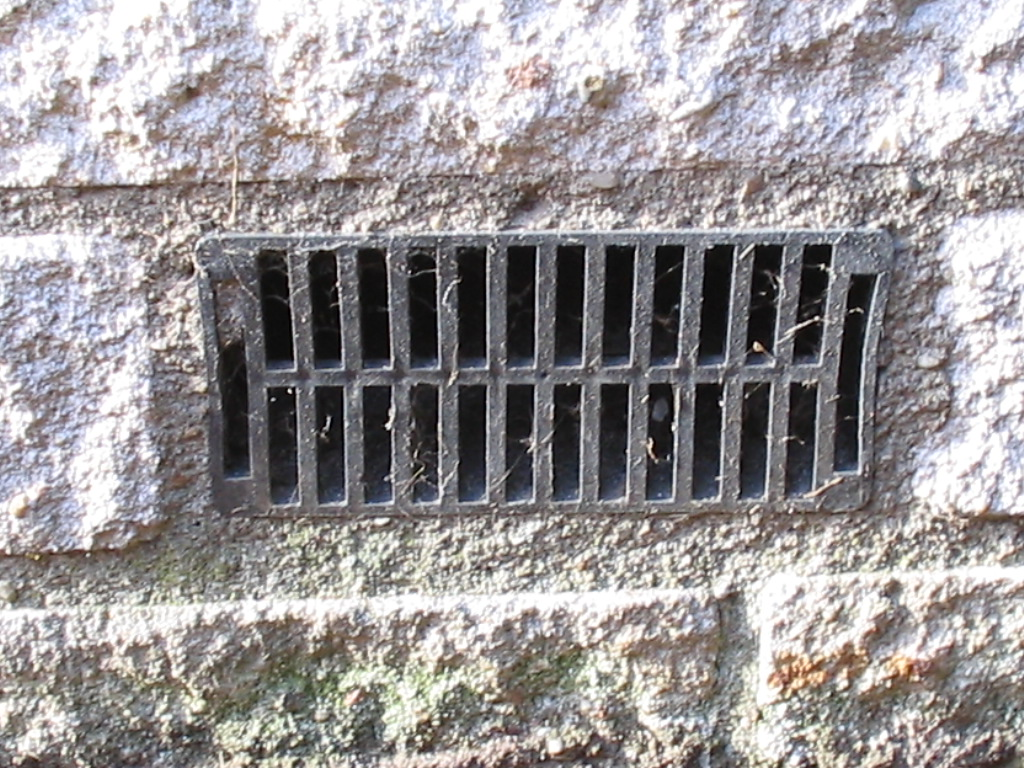
Ventilatierooster (t.b.v kruipruimte) in een spouwmuur.

Een spouwmuur is een muur die uit twee evenwijdige delen bestaat: een buiten- en binnenmuur, ook wel buiten- en binnenblad genoemd. De open ruimte tussen de beide muren wordt de spouw genoemd. De spouw voorkomt vochtdoorslag van buiten naar binnen en heeft ook een isolerende functie. Voor extra warmte-isolatie kan in de spouw isolatiemateriaal zijn aangebracht.

## Geschiedenis
De spouwmuur wordt gezien als een typisch Nederlandse manier om vocht te weren uit gevels van baksteen. Ze werd er sinds de 17e eeuw incidenteel toegepast. In de tweede helft van de 19e eeuw vond deze bouwwijze in specifieke situaties geregeld toepassing, en werd na 1920 vrij algemeen. Het volledig als spouwmuur uitvoeren van gemetselde buitenmuren werd echter pas in 1960 verplicht, door een wijziging van de Modelbouwverordening. Vroege spouwmuren zijn onder meer aangetroffen in het Huis ten Bosch te Maarssen, uit 1627, en in het Gemeenlandshuis van Diemen, dat dateert uit 1726. De oudst bekende nog bestaande spouwmuur die is gevuld met isolatiemateriaal, dateert uit 1695. Het is een gevel van de oranjerie op de buitenplaats Berbice bij Voorschoten, die is gevuld met boekweitdoppen.
Het woord spouw is afgeleid van het Middelnederlandse spouden, dat splijten betekent.

## Werking en ventilatie
Door de spouwmuur kan het regenwater dat tegen de gevel komt niet meer door de capillaire werking van de poreuze baksteen tot binnen doordringen, doordat de gevel gedeeld is door de spouw. Door de spouw licht te ventileren met roostertjes of open stootvoegen (verticale voegen) onder en boven in het buitenblad wordt de waterdamp afgevoerd en droogt de muur. Bij onderzoek is echter gebleken dat bij normale bakstenen het vocht in de muur voor ca 98% door diffusie het buitenblad verlaat. Met andere woorden: het ventileren van de spouw is eigenlijk overbodig. Lint- en stootvoegen mogen dus afgedicht worden [de lintvoeg is de horizontale voeg, de stootvoeg de verticale]. Het ventileren zorgt enkel voor het afkoelen van de muur. Dat geldt echter niet voor ventilatieroosters (zie foto). Deze ventilatieroosters hebben tot taak de kruipruimte van de woning te ventileren en mogen niet worden afgedicht.
Bij dampdichte materialen (zoals geglazuurde bakstenen of een baksteen beschilderd met dampdichte verf e.d.) zal het vocht wel volledig moeten worden afgevoerd door middel van ventilatie. Een dampdichte laag aan de buitenzijde / op het buitenspouwblad is daarom af te raden. Om die reden wordt er dan een ademende/ damp-open verf wel toegepast.

### Spouwankers
De beide spouwbladen worden, voor de stabiliteit van de spouwmuur, door spouwankers met elkaar verbonden. Deze ankers zijn vaak gemaakt van verzinkt staaldraad of rvs en worden tegenwoordig meestal meteen benut om het isolatiemateriaal tegen het binnenblad te klemmen.
Als woningscheidende muur tussen woningen wordt in de regel een ankerloze spouwmuur toegepast. Hiermee wordt een betere geluidsisolatie bereikt; spouwankers werken als geluidsbruggen waarover contactgeluiden worden overgedragen tussen aangrenzende woningen.
Bij het gebruik van smalle baksteen in de spouwmuur zijn de constructieve eigenschappen vergelijkbaar met die van traditionele baksteengevels. Smalle bakstenen hebben een breedte van 65 tot 75 mm, wat voordelen biedt zoals een lager gewicht en extra ruimte voor isolatie zonder dat dit meestal gevolgen heeft voor de windbelasting of binnenbladbreedte. Echter, bij gestapeld binnenmetselwerk kan in sommige situaties een bredere uitvoering nodig zijn.

### Spouwmuurisolatie
Een luchtspouw van 50 mm breedte heeft een isolerende functie, die overeenkomt met een laag isolatiemateriaal van circa 5 mm dikte en van een gemiddelde warmteweerstand. Het warmtetransport door een luchtlaag gebeurt niet door conductie (geleiding) zoals door materialen, maar door convectie (luchtstroming) en vooral straling. In woningen die de laatste jaren gebouwd worden, wordt in de spouw daarom (vaak tegen het binnenspouwblad) isolatie aangebracht. Daarbij wordt de isolatielaag vrijgehouden van het buitenblad, om te voorkomen dat het eventueel doorslaand regenwater bij het isolatiemateriaal komt. Dit is echter niet bezwaarlijk, aangezien de toegepaste isolatiematerialen vochtafstotend zijn gemaakt.
Het isoleren van spouwmuren kwam vanaf 1973 (oliecrisis) op gang. In de beginperiode met isolatiematerialen van 25 tot 50 mm dik. Door verscherpte eisen, hogere stookkosten en meer aandacht voor energiebesparing werd later veelal 100 mm. of meer isolatiemateriaal toegepast, zelfs 240 mm komt voor. Bij traditionele bouw met een binnenblad van kalkzandsteen en een buitenblad van metselwerk betekent dit een muurdikte van 480 mm.
Voor het isoleren van spouwmuren in de nieuwbouw worden isolatieplaten en folies toegepast. Hiervoor worden materialen zoals steenwol, glaswol, geëxpandeerd polystyreen (EPS), geëxtrudeerd polystyreen (XPS), polyurethaan (PUR), resolhardschuim (PF) of polyisocyanuraat (PIR) gebruikt. Ook zijn er tegenwoordig organische isolatiematerialen die geschikt zijn voor het isoleren van spouwmuren, zoals Biofoam (EPS variant gemaakt van melkzuur), behandelde schapenwol, vlaswol en hennepwol. Er zijn ook folies die in de spouw worden geplaatst en die werken op basis van reflectie. Er zijn daarnaast isolatieplaten die standaard voorzien zijn van folies, waardoor de werking van de plaat en de folie worden gecombineerd.

### Na-isolatie spouwmuren
Ongeïsoleerde spouwmuren kunnen worden aangepakt door de spouw met isolatiemateriaal te vullen. Bij na-isolatie van huizen is de kans op het ontstaan van vochtproblemen nog maar klein, aangezien het vocht dat binnen de woning vrijkomt (uit keuken, badkamer of slaapkamer) minder gemakkelijk door de muren opgenomen en afgevoerd wordt. Goede natuurlijke of mechanische woningventilatie blijft altijd nodig, ook bij ongeïsoleerde huizen. Tot 31 december 2024 en waarschijnlijk tot 2030 is er steun vanuit de overheid voor het isoleren van woningen, hier valt spouwmuurisolatie onder. Deze regeling heet de ISDE subsidie. Voor spouwmuurisolatie is een vast bedrag per m² dat geïsoleerd wordt beschikbaar.
Na-isolatie kan tot overtreding van de Wet natuurbescherming leiden. Een luchtspouw kan namelijk in gebruik zijn door vleermuizen, een beschermde diersoort. De dieren kruipen door open stootvoegen in de spouw en verblijven daar vaak overdag. Voorafgaand aan het isoleren van de bestaande bouw moet worden vastgesteld of er vleermuizen zijn die gebruik maken van de luchtspouw. Een ecologisch bureau kan dit onderzoek uitvoeren. Als er vleermuizen aanwezig zijn, moet er voor het begin van de werkzaamheden een ontheffing op de Wet natuurbescherming verleend zijn. Deze ontheffing moet bij de provincie aangevraagd worden, tenzij er aangehaakt kan worden bij een omgevingsvergunning die bij de gemeente aangevraagd wordt.

### Spouwmuurisolatie verwijderen
Bij woningen die gebouwd zijn voor 1976 kan het isolatiemateriaal in de spouw poreus geworden zijn. In de meeste gevallen is er dan gebruik gemaakt van ureumformaldehyde (UF)-schuim. Dit materiaal kan in verloop van jaren in kwaliteit achteruitgaan, zodat de isolerende werking nagenoeg verloren gaat. Bij her-isolatie dient dan eerst het oude materiaal uit de spouw verwijderd te worden. Daartoe worden er tijdelijk wat bakstenen uit de muur weggenomen, zodat het oude, verkruimelde materiaal naar buiten kan worden gezogen.

### Isolatiewaarden
De warmteweerstand (Rc-waarde) van muren wordt uitgedrukt in m2K/W (vierkante meter kelvin per watt). Hoe hoger de warmteweerstand, hoe minder warmte (uitgedrukt in W of watt) er per vierkante meter en per graad temperatuurverschil naar binnen of naar buiten gaat. Een een-steensmuur zonder spouw heeft een Rc-waarde van ca. 0,19. Een spouwmuur heeft een Rc-waarde van ca. 0,35. Wanneer de spouw is voorzien van 40 mm traditioneel isolatiemateriaal met een warmtegeleidingscoëfficiënt van 0,04 W/m K dan verbetert de Rc-waarde naar 1,35 m2K/W. Volgens de herziene Richtlijn energieprestatie van gebouwen in het Bouwbesluit moeten buitenmuren van nieuwbouwwoningen een Rc-waarde hebben van ten minste 4,5 m2K/W.